# 1997年热带风暴伊格纳西奥
热带风暴伊格纳西奥（英語：Tropical Storm Ignacio）是1997年8月对美国西部部分地区构成影响的一个强度较弱的热带气旋，也是1997年太平洋飓风季形成的第12个热带低气压和第9个获得命名的风暴。系统源于墨西哥以西的扰动天气区，并且位于更大规模的天气系统以内。8月17日，系统成为热带低气压，然后很快就增强成热带风暴并获名“伊格纳西奥”（Ignacio）。接下来由于外界环境不利，风暴在北上期间逐渐减弱。8月19日，伊格纳西奥在逼近加利福尼亚州时转变成温带气旋，其残留在该州产生的降雨量创下8月的新纪录，引发多起交通事故，还有7万8000人家中停电。

## 气象历史
热带风暴伊格纳西奥源于1997年8月中旬在墨西哥以西海域持续存在的广阔活跃天气区。8月16日，伊格纳西奥的前身在下加利福尼亚半岛西南方向较远处洋面形成。当天下午，系统内有带状特征成形，对流开始围绕大气层中层新形成的低气压区向逆时针方向转向。系统组织持续改善，美国国家飓风中心于协调世界时8月17日凌晨0点将位于下加利福尼亚半岛最南端西南方向约840公里洋面的系统归类为热带低气压，这个位置已经在东太平洋通常会有热带气旋形成的海域之外。
受加利福尼亚州近海中到上层低压槽产生的转向气流影响，低气压以每小时18至27公里的速度向西北方向前进8月17日，气旋中心附近有深层对流爆发，估计其最大持续风速之后提长到每小时64公里，美国国家飓风中心因此在这天中午12点将其升级成热带风暴并以“伊格纳西奥”（Ignacio）命名。与此同时，风暴达到1005毫巴（百帕的最低气压。但是，由于水温逐渐降低，还受到西南向风切变的不利影响，气旋马上就停止增强。伊格纳西奥在热带风暴标准下只保持了很短的时间，其强度到8月18日清晨就已回落到热带低气压标准。
风暴减弱期间，只有西北象限的环流中还有深层对流存在。8月19日，寒冷的顶层云系再度出现，不过这次因非热带斜压引起的复苏只持续了很短的时间。中午12点，低气压已转变成温带气旋，系统残留继续北上，于一天后在加利福尼亚州近海逐渐消散。系统中的水分继续经过加利福尼亚州和美国太平洋西北地区，最终与包含飓风吉列尔莫残留系统的另一个更大规模温带气旋融合。

## 影响
伊格纳西奥在热带气旋阶段基本没有对陆地构成影响，但其残留却在加利福尼亚州部分沿海地区产生有纪录以来当地8月前所未见的雨量。部分地区的雨量累积达到创纪录水平，达到55毫米。旧金山的降雨量约为25毫米，创下8月的新纪录，也是该市历史上首度在8月19日出现降水。当地往年8年通常只有微量降水。有气象学家估计，这次降雨在当地属50年一遇。受恶劣天气影响，原定于8月19日在奥克兰竞技场举行美国职业棒球大联盟被迫改期。降水还在局部地区引发山洪，产生的碎屑流有约2.1米深。酿酒葡萄受到降雨的不利影响，占年产量10%的莎当妮和苏维翁葡萄毁于一旦。降水对葡萄的生产环境不利，并且这种不利情况又因9月飓风琳达的降雨进一步恶化，导致1997年沦为加利福尼亚州酿酒葡萄生产“动荡不安”的一年。
风暴残留还引发多起因天气导致的交通事故，其中至少有一起属重大事故。旧金山半岛于8月19日晚发生约20起撞车事故。80号州际公路上的两起车祸导致其中4条车道关闭了半小时，加利福尼亚州9号州道萨拉托加路段被因土壤含水量饱和而倒塌的大树阻塞。各种事故导致的受伤人数缺乏统计，风暴残留的雷暴产生闪电并击中一间变电站，导致索诺马县约7万8000人失去供电。停电过程持续了数小时，洛迪附近某葡萄园内有3名工人被闪电击中而昏迷，不过住院治疗后3人情况良好。
降雨范围还沿伸到美国西北部，俄勒冈州克拉特索普县县城阿斯托利亚（Astoria）持续时间长达35天的旱情终于告一段落。伊格纳西奥的残留产生的降水在华盛顿州和俄勒冈州创下热带气旋降雨量的新纪录。